# Жуков, Владислав Петрович
Владисла́в Петро́вич Жу́ков (1926—2022) — советский дипломат. Чрезвычайный и полномочный посол (1982).

## Биография
Участник Великой Отечественной войны. В 1955 году окончил Московский государственный институт международных отношений (МГИМО) МИД СССР . На дипломатической работе с 1955 года.
- В 1955—1958 годах — переводчик Посольства СССР в Сирии.
- В 1958—1961 годах — переводчик, вице-консул генерального консульства СССР в Дамаске (Объединённая Арабская Республика).
- В 1961—1963 годах — второй секретарь, первый секретарь Отдела стран Ближнего Востока МИД СССР.
- В 1963—1964 годах — первый секретарь Посольства СССР в Ираке.
- В 1964—1966 годах — первый секретарь Отдела стран Ближнего Востока МИД СССР.
- В 1966—1971 годах — первый секретарь, советник Посольства СССР в Ливане.
- В 1971—1977 годах — советник, заведующий сектором Отдела стран Ближнего Востока МИД СССР.
- В 1977—1978 годах — генеральный консул СССР в Алеппо (Сирия).
- С 10 января 1979 по 24 марта 1982 года— чрезвычайный и полномочный посол СССР в Судане[1].
- С 3 мая 1982 по 15 июля 1986 года — чрезвычайный и полномочный посол СССР в Народной Демократической Республике Йемен[2].
- В 1986—1987 годах — эксперт Управления стран Ближнего Востока и Северной Африки МИД СССР.

Умер в 2022 году. Прах захоронен на Троекуровском кладбище.

## Награды
- Орден Отечественной войны II степени (1985);
- Орден Красной Звезды (1986);
- Медаль «За победу над Германией в Великой Отечественной войне 1941—1945 гг.» (1945);
- Медаль «За трудовое отличие» (1976);
- Почётный работник Министерства иностранных дел Российской Федерации (2015).

## Дипломатический ранг
- Чрезвычайный и полномочный посол (7 апреля 1982)